# Џон Хершел
Сер Џон Фредерик Вилијам Хершел (енгл. John Frederick William Herschel; Слау, 7. март 1792 — Колингвуд, 11. мај 1871) је био енглески математичар, астроном, хемичар и експериментални фотограф/проналазач. Такође је дао значајне доприносе у ботаници. Био је син астронома Вилијама Хершела.
Џон Хершел је први увео јулијански дан у астрономију. Дао је имена за 7 Сатурнових сателита и 4 Уранова сателита. Имао је многе доприносе на пољу фотографије, испитивао је слепило за боје и хемијски ефекат ултраљубичасте светлости.